# 臭作
『臭作』（しゅうさく）は、1998年3月27日にエルフより発売された18禁アドベンチャーゲームである。2001年10月26日にはシナリオを一部追加したDVD-ROM版が発売された。
『伊頭家シリーズ（またはおやぢシリーズ）』の第2作目に当たる。前作の『遺作』と異なり、「臭作」は主人公としての登場である。また、このゲームを原作にした18禁OVAも数作リリースされた。

## 概要
名門音楽学校である粛正音楽学院の女子寮へ偽管理人としてもぐり込むことに成功した鬼畜男・臭作が、学院の女教師に自分の身元が発覚しそうになったことをきっかけに、7人の女子寮生をターゲットとした「たくさん写真を撮って女の子を脅しちゃうぞ、作戦」を実行に移し、また女教師も睡眠薬を入れて監禁し、計8人の女を陵辱することを目論む。

## スケジュール
ゲームの期間は土曜の午後5時から月曜の午前5時までの36時間で、1時間ごとに臭作の行動を15分単位で4回分設定する「O・Y・G・S」（おやぢ四段積みシステム）と称するシステムが採用されている。
デジタルカメラ又はデジタルビデオを寮の特定の場所にセットすることで、寮の女生徒を盗撮し、弱みとなるシーンの撮影に成功すればそれをネタに脅迫し、それ以降は自由に陵辱することが可能となる。ただし、弱みとなるシーンの撮影が不十分なままだったり等すると脅迫しても逆に相談されてしまってゲームオーバーとなる。カメラの設置と撤去は、その場所に他の誰かがいないときにしか行えず、後述の通りカメラやビデオが作動する時間はかなり短いため、女生徒達の行動パターンを把握して、的確に弱みとなる画像を撮影することがゲームを攻略する鍵となる。
また、陵辱シーンでは臭作と陵辱相手のからみを客観的に見る第3人称視点と、臭作の視点で見る第1人称視点のいずれかを選べるが、これが後半のシナリオの伏線となっている。
また、午後6時から午後7時にかけては夕食を作る時間、午前8時から午前9時にかけては朝食を作る時間、午後8時から午後9時にかけては風呂を焚く時間となっている。食事作りや風呂焚きにどれだけ時間をかけるか（又はかけないか）によってもキャラクターの行動が変化することもある。
キャラクターの行動パターンにはランダム性はなく、臭作が同じ行動をとれば必ず同じ反応をするようになっている。逆に言えば、臭作が別の行動をすれば別の展開になるわけだが、たとえば食事に媚薬を混ぜればそれに応じたイベントが発生するし、友人関係にある女生徒の片方を陵辱状態にすればもう片方の行動が変化するといった具合に、その反応は緻密に設定されており、破綻している部分はほとんど見られない。
寮内の移動先にどのキャラクターがいたのかは、各時間帯ごとにスケジュール表に記録されるため、ゲームオーバーになりつつも繰り返しプレイするだけで、自動的に攻略情報が蓄積できるように配慮されている。

## 道具
臭作が女を陵辱するための道具。全て万引きで手に入れたもの。
デジタルカメラ
静止画を1時間撮影して盗撮ネタを入手するもの。
デジタルビデオ
動画を2時間撮影して盗撮ネタを入手するもの。
媚薬
どんな淑女でも、食べると股から分泌物があふれるという強力なもの。
食事に入れることで性的興奮が起こり、盗撮においてシーンが変化することがある。
剃刀
陵辱する際に女の陰毛を剃るもの。
ロープ
陵辱する際に女を縛り上げるもの。綾香を監禁して拘束する目的もある。
睡眠薬
綾香を陵辱する際に眠らせるためのもの。アイテム欄にはないが、事実上所持している。

## 登場人物
伊頭 臭作（いとう しゅうさく）
本編の主人公。遺作の弟。粛正音楽学院女子寮管理人に採用予定だった「加藤」に成りすましている。ボサボサ頭に無精ヒゲ、ジャージ姿にタオルという外見。
粗野で粗暴で卑劣で淫猥でなおかつ鬼畜道を極めている。
近藤 渚（こんどう なぎさ）
ピアノ科3年生。人を騙すことも知らなければ、自分が騙されることも知らないほどの世間知らず。生粋のお嬢様である。
前島 香織（まえじま かおり）
ピアノ科3年生。粛正音楽学院理事長の孫娘。金と権力が大好きで、プライドが高く高慢なお嬢様タイプ。何かにつけて自分は理事長の孫娘だということを主張する。交際相手である粛正音楽学院中年男性教師が綾香と二股交際 をしているため、綾香を非常に嫌っている。
アニメ版では、1話冒頭で綾香から浣腸される。便意が限界に達した段階で絵里が駆け付けるが、その後トイレに間に合ったかは不明。典型的にプライドが高いだけに弄ばれやすい描写が多く、臭作はおろか臭作のいいなりとなった他の女性陣からもレズ凌辱される描写が多く、終始受けとしてのポジションであった高部にもセックスで絶頂させられてしまった。また綾香とも最終的には恋仲になって愛し合うようになる。
水無月 志保（みなづき しほ）
邦楽科3年生。三つ編みで巨乳の眼鏡っ娘。内気で物静か。父親は有名な陶芸家であり、母親は茶道の家元。清潔感あふれる和風のお嬢様である。
南雲 千秋（なぐも ちあき）
バイオリン科2年生。ロリータ面の女の子。泣き虫で甘いものとぬいぐるみが大好きなピーターパン症候群なお嬢様。いまだに夜一人でトイレに行くことを怖がる。
栗原 朝美（くりはら あさみ）
バイオリン科2年生。威勢のいい男勝りのボーイッシュな女の子。親は市民病院の院長というお嬢様。スタイルがいい。面倒見の良い姉御肌で、千秋をからかいつつも気にかけている。
藤間 萌子（ふじま もえこ）
ピアノ科2年生。未成年ながら喫煙するなど素行が悪いギャルだが、他人には好意的に接する性格をしており、臭作に対しても気さく。親はバブルで一財産築いた成金で、当学園にも多大な寄付をしているらしい。門限破りは日常茶飯事でケンヂという彼氏と夜な夜な密会している模様。
高部 絵里（たかべ えり）
バイオリン科1年生。恐ろしく勘が鋭く彼女には通常の攻略パターンが存在しない。親は大財閥の総帥というお嬢様の中のお嬢様であるが、本人はそう呼ばれることを嫌がっていて常に普通でありたいと思っている。
南 綾香（みなみ あやか）
学院のピアノ教師で寮の責任者。寮の近くのマンションに住んでいる。眼鏡をかけている。口調や態度はかなり厳しい。臭作のことをよく思っておらず、正体にもうすうす感づいている模様。交際相手である粛正音楽学院中年男性教師が香織と二股交際 をしているため、香織を非常に嫌っている。
アニメ版では臭作の命令により香織に浣腸する。最終的には臭作の調教を経て香織と愛し合うようになる。

## 18禁OVA版
第1期
- 臭作 第一章 「おやぢの花園」
- 臭作 第二章 「おやぢの美学」
- 臭作 第三章 「おやぢのプライド」

第2期
- 臭作 Replay 第一夜 「栗原朝美」
- 臭作 Replay 第二夜 「藤間萌子」
- 臭作 Replay 第三夜 「南綾香」
- 臭作 Replay 第四夜 「高部絵里」

臭作 SE-X FILE
第1期・第2期の総集編。
第3期
- 臭作 Liberty 前編 「狙われた理性のフェティシズム」
- 臭作 Liberty 後編 「解禁 高部絵里」

臭作 THE ANIMATION コアMIX
- コアMIX メガ盛り オカズですよ 第一話
- コアMIX メガ盛り オカズですよ 第二話
- コアMIXセット

## 評価
紀田伊輔は、TINAMIXに寄せた「ギャルゲーテキスト論」という記事の中で、「主人公がプレイヤーを洗脳して危険な領域に引きずり込む」作品の例として本作を挙げている。また紀田は、臭作がプレイヤーに語り掛けることによって、主人公に対するプレイヤーの嫌悪感を煽るということは並大抵のセンスではできないと評価している。